# Liste des planètes mineures non numérotées découvertes en septembre 2011
Pour un article plus général, voir Liste des planètes mineures non numérotées découvertes en 2011.
Pour un article plus général, voir Liste des planètes mineures.
Cet article dresse la liste des planètes mineures (astéroïdes, centaures, objets transneptuniens et assimilés) non numérotées découvertes en septembre 2011 dans l'ordre de leur découverte.
Au 15 janvier 2025, 661 077 des 1 434 993 planètes mineures répertoriées par le Centre des planètes mineures ne sont pas encore numérotées, soit 46,07 %.

## Rappel concernant la désignation provisoire
La désignation provisoire indique l'ordre de découverte de ces objets. En effet, cette désignation est composée de l'année de découverte (par exemple 2011) suivie de la quinzaine (demi-mois) de découverte (p.e. A = 1-15 janvier) puis de l'ordre de découverte dans cette quinzaine. Cet ordre est indiqué par une lettre et éventuellement un chiffre comme suit : A pour la première découverte, B pour la deuxième, ..., Z pour la 25e (le I n'est pas utilisé pour éviter la confusion avec 1), A1 pour la 26e, B1 pour la 27e, etc. , Z1 pour la 50e, A2 pour la 51e, B2 pour la 52e, etc. L'ordre de la numérotation ne suit donc pas l'ordre alphanumérique. 2011 AA1 suit ainsi 2011 AZ et précède 2011 AB1.

## Liste

### Du1erau 15 septembre
- 2011 RC
- 2011 RE
- 2011 RM
- 2011 RR
- 2011 RT
- 2011 RV
- 2011 RW
- 2011 RX
- 2011 RY
- 2011 RD1
- 2011 RE1
- 2011 RF1
- 2011 RH1
- 2011 RJ1
- 2011 RU1
- 2011 RV1
- 2011 RG2
- 2011 RL2
- 2011 RP2
- 2011 RX2
- 2011 RZ2
- 2011 RD3
- 2011 RE3
- 2011 RH3
- 2011 RS3
- 2011 RR4
- 2011 RU4
- 2011 RB5
- 2011 RC5
- 2011 RD5
- 2011 RG5
- 2011 RH5
- 2011 RJ5
- 2011 RK5
- 2011 RQ5
- 2011 RR5
- 2011 RY5
- 2011 RB6
- 2011 RJ6
- 2011 RM6
- 2011 RP6
- 2011 RT6
- 2011 RU6
- 2011 RZ6
- 2011 RA7
- 2011 RD7
- 2011 RL7
- 2011 RO7
- 2011 RU7
- 2011 RA8
- 2011 RD8
- 2011 RK8
- 2011 RL8
- 2011 RM8
- 2011 RN8
- 2011 RO8
- 2011 RU8
- 2011 RN9
- 2011 RO9
- 2011 RP9
- 2011 RW9
- 2011 RA10
- 2011 RB10
- 2011 RD10
- 2011 RK10
- 2011 RP10
- 2011 RR10
- 2011 RW10
- 2011 RY10
- 2011 RD11
- 2011 RJ11
- 2011 RL11
- 2011 RS11
- 2011 RA12
- 2011 RF12
- 2011 RJ12
- 2011 RM12
- 2011 RS12
- 2011 RY12
- 2011 RA13
- 2011 RB13
- 2011 RJ13
- 2011 RZ13
- 2011 RG14
- 2011 RK14
- 2011 RM14
- 2011 RN14
- 2011 RS14
- 2011 RV14
- 2011 RX14
- 2011 RH15
- 2011 RJ15
- 2011 RL15
- 2011 RT15
- 2011 RB16
- 2011 RF16
- 2011 RN16
- 2011 RT16
- 2011 RU16
- 2011 RC17
- 2011 RD17
- 2011 RJ17
- 2011 RN17
- 2011 RO17
- 2011 RP17
- 2011 RQ17
- 2011 RT17
- 2011 RV17
- 2011 RA18
- 2011 RE18
- 2011 RU18
- 2011 RV18
- 2011 RX18
- 2011 RH19
- 2011 RL19
- 2011 RZ19
- 2011 RA20
- 2011 RB20
- 2011 RC20
- 2011 RE20
- 2011 RF20
- 2011 RM20
- 2011 RV20
- 2011 RY20
- 2011 RD21
- 2011 RG21
- 2011 RJ21
- 2011 RH22
- 2011 RM22
- 2011 RP22
- 2011 RR22
- 2011 RX22
- 2011 RY22
- 2011 RB23
- 2011 RC23
- 2011 RF23
- 2011 RH23
- 2011 RJ23
- 2011 RO23
- 2011 RP23
- 2011 RR23
- 2011 RS23
- 2011 RU23
- 2011 RW23
- 2011 RX23
- 2011 RY23
- 2011 RZ23
- 2011 RB24
- 2011 RC24
- 2011 RD24
- 2011 RE24
- 2011 RF24
- 2011 RH24
- 2011 RJ24
- 2011 RK24
- 2011 RL24
- 2011 RM24
- 2011 RN24
- 2011 RP24
- 2011 RQ24
- 2011 RR24
- 2011 RT24
- 2011 RU24
- 2011 RW24
- 2011 RZ24
- 2011 RA25
- 2011 RB25
- 2011 RC25
- 2011 RG25
- 2011 RH25
- 2011 RK25
- 2011 RM25
- 2011 RO25
- 2011 RP25
- 2011 RQ25
- 2011 RR25
- 2011 RS25
- 2011 RT25
- 2011 RU25
- 2011 RV25
- 2011 RW25
- 2011 RX25
- 2011 RY25
- 2011 RZ25
- 2011 RA26
- 2011 RB26
- 2011 RJ26
- 2011 RL26
- 2011 RN26
- 2011 RO26
- 2011 RP26
- 2011 RQ26
- 2011 RR26
- 2011 RS26
- 2011 RT26
- 2011 RU26
- 2011 RW26
- 2011 RX26
- 2011 RY26
- 2011 RA27
- 2011 RB27
- 2011 RC27
- 2011 RD27
- 2011 RE27
- 2011 RH27
- 2011 RJ27
- 2011 RK27
- 2011 RL27
- 2011 RM27
- 2011 RN27
- 2011 RO27
- 2011 RW27
- 2011 RB28
- 2011 RD28
- 2011 RE28
- 2011 RF28
- 2011 RG28
- 2011 RH28
- 2011 RL28
- 2011 RM28
- 2011 RN28
- 2011 RO28
- 2011 RP28
- 2011 RR28
- 2011 RU28
- 2011 RW28
- 2011 RX28
- 2011 RY28
- 2011 RZ28
- 2011 RA29
- 2011 RC29
- 2011 RD29
- 2011 RE29
- 2011 RG29
- 2011 RJ29
- 2011 RK29
- 2011 RM29
- 2011 RN29
- 2011 RP29
- 2011 RQ29
- 2011 RR29
- 2011 RT29
- 2011 RV29
- 2011 RX29
- 2011 RY29
- 2011 RZ29
- 2011 RA30
- 2011 RB30
- 2011 RC30
- 2011 RD30
- 2011 RE30
- 2011 RF30
- 2011 RG30
- 2011 RJ30
- 2011 RK30
- 2011 RL30
- 2011 RM30
- 2011 RO30
- 2011 RP30
- 2011 RS30
- 2011 RT30
- 2011 RV30
- 2011 RW30
- 2011 RX30
- 2011 RY30
- 2011 RA31
- 2011 RB31
- 2011 RC31
- 2011 RE31
- 2011 RF31
- 2011 RG31
- 2011 RJ31
- 2011 RL31
- 2011 RM31
- 2011 RO31
- 2011 RP31
- 2011 RR31
- 2011 RU31
- 2011 RW31
- 2011 RX31
- 2011 RA32
- 2011 RB32
- 2011 RC32
- 2011 RD32
- 2011 RE32
- 2011 RJ32
- 2011 RK32
- 2011 RM32
- 2011 RO32
- 2011 RQ32
- 2011 RR32
- 2011 RS32
- 2011 RU32
- 2011 RV32
- 2011 RW32
- 2011 RX32
- 2011 RZ32
- 2011 RA33
- 2011 RB33
- 2011 RC33
- 2011 RD33
- 2011 RE33
- 2011 RG33
- 2011 RH33
- 2011 RJ33
- 2011 RK33
- 2011 RM33
- 2011 RN33
- 2011 RO33
- 2011 RP33
- 2011 RQ33
- 2011 RR33
- 2011 RU33
- 2011 RX33
- 2011 RY33
- 2011 RZ33
- 2011 RB34
- 2011 RC34
- 2011 RD34
- 2011 RE34
- 2011 RF34
- 2011 RH34
- 2011 RJ34
- 2011 RL34
- 2011 RN34
- 2011 RO34
- 2011 RR34
- 2011 RS34
- 2011 RU34
- 2011 RV34
- 2011 RW34
- 2011 RZ34
- 2011 RA35
- 2011 RB35
- 2011 RC35
- 2011 RD35
- 2011 RE35
- 2011 RF35
- 2011 RG35
- 2011 RH35
- 2011 RJ35
- 2011 RK35
- 2011 RL35
- 2011 RP35
- 2011 RQ35
- 2011 RR35
- 2011 RS35
- 2011 RT35
- 2011 RU35
- 2011 RV35
- 2011 RW35
- 2011 RY35
- 2011 RZ35
- 2011 RA36
- 2011 RB36
- 2011 RC36
- 2011 RD36
- 2011 RE36
- 2011 RF36
- 2011 RG36
- 2011 RH36
- 2011 RJ36
- 2011 RK36
- 2011 RL36
- 2011 RM36
- 2011 RN36
- 2011 RO36
- 2011 RP36
- 2011 RQ36
- 2011 RR36
- 2011 RS36
- 2011 RT36
- 2011 RW36
- 2011 RX36
- 2011 RY36
- 2011 RZ36
- 2011 RA37
- 2011 RB37
- 2011 RC37
- 2011 RD37
- 2011 RE37
- 2011 RF37
- 2011 RG37
- 2011 RH37
- 2011 RJ37
- 2011 RK37
- 2011 RL37
- 2011 RM37
- 2011 RN37
- 2011 RO37
- 2011 RP37
- 2011 RR37
- 2011 RT37
- 2011 RU37
- 2011 RV37
- 2011 RW37
- 2011 RX37
- 2011 RY37
- 2011 RZ37
- 2011 RA38
- 2011 RB38
- 2011 RC38
- 2011 RD38
- 2011 RE38
- 2011 RF38
- 2011 RH38
- 2011 RJ38
- 2011 RK38
- 2011 RL38
- 2011 RM38
- 2011 RN38
- 2011 RO38
- 2011 RP38
- 2011 RQ38
- 2011 RR38
- 2011 RS38
- 2011 RU38
- 2011 RV38
- 2011 RX38
- 2011 RY38
- 2011 RA39
- 2011 RB39
- 2011 RC39
- 2011 RD39
- 2011 RE39
- 2011 RF39
- 2011 RG39
- 2011 RH39
- 2011 RJ39
- 2011 RM39
- 2011 RN39
- 2011 RO39
- 2011 RP39
- 2011 RQ39
- 2011 RR39
- 2011 RS39
- 2011 RU39
- 2011 RV39
- 2011 RW39
- 2011 RX39
- 2011 RY39
- 2011 RZ39
- 2011 RA40
- 2011 RB40
- 2011 RD40
- 2011 RE40
- 2011 RF40
- 2011 RH40
- 2011 RJ40
- 2011 RL40
- 2011 RM40
- 2011 RN40
- 2011 RP40
- 2011 RQ40
- 2011 RR40
- 2011 RS40
- 2011 RT40
- 2011 RU40
- 2011 RV40
- 2011 RW40
- 2011 RX40
- 2011 RZ40
- 2011 RA41
- 2011 RB41
- 2011 RC41
- 2011 RD41
- 2011 RE41
- 2011 RF41
- 2011 RG41
- 2011 RH41
- 2011 RK41
- 2011 RL41
- 2011 RM41
- 2011 RP41
- 2011 RQ41
- 2011 RR41
- 2011 RS41
- 2011 RT41
- 2011 RW41
- 2011 RX41
- 2011 RZ41
- 2011 RA42
- 2011 RB42
- 2011 RC42
- 2011 RD42
- 2011 RE42
- 2011 RG42
- 2011 RH42
- 2011 RJ42
- 2011 RM42
- 2011 RN42
- 2011 RO42
- 2011 RP42
- 2011 RQ42
- 2011 RR42
- 2011 RS42
- 2011 RT42
- 2011 RU42
- 2011 RV42
- 2011 RW42
- 2011 RX42
- 2011 RY42
- 2011 RZ42
- 2011 RA43
- 2011 RB43
- 2011 RC43
- 2011 RD43
- 2011 RE43
- 2011 RF43
- 2011 RG43
- 2011 RH43
- 2011 RJ43
- 2011 RK43
- 2011 RL43
- 2011 RM43
- 2011 RN43
- 2011 RO43
- 2011 RP43
- 2011 RQ43
- 2011 RR43
- 2011 RS43
- 2011 RT43

### Du 16 au 30 septembre
- 2011 SC
- 2011 SF
- 2011 SJ
- 2011 SS
- 2011 SV
- 2011 SX
- 2011 SZ
- 2011 SH1
- 2011 SJ1
- 2011 SK1
- 2011 SM1
- 2011 SO1
- 2011 SR1
- 2011 ST1
- 2011 SE2
- 2011 SM2
- 2011 SP2
- 2011 SQ2
- 2011 SR2
- 2011 SS2
- 2011 ST2
- 2011 SE3
- 2011 SF3
- 2011 SP3
- 2011 SW3
- 2011 SZ3
- 2011 SA4
- 2011 SB4
- 2011 SD4
- 2011 SK4
- 2011 SN4
- 2011 SZ4
- 2011 SB5
- 2011 SE5
- 2011 SL5
- 2011 SM5
- 2011 SN5
- 2011 SO5
- 2011 SP5
- 2011 SQ5
- 2011 SS5
- 2011 SV5
- 2011 SX5
- 2011 SZ5
- 2011 SA6
- 2011 SG6
- 2011 SJ6
- 2011 SM6
- 2011 SQ6
- 2011 SW6
- 2011 SQ7
- 2011 SR7
- 2011 SS7
- 2011 ST7
- 2011 SU7
- 2011 SY7
- 2011 SB8
- 2011 SD8
- 2011 SH8
- 2011 SS8
- 2011 ST8
- 2011 SC9
- 2011 SM9
- 2011 SR9
- 2011 SY9
- 2011 SC10
- 2011 SE10
- 2011 SK10
- 2011 SL10
- 2011 SP10
- 2011 SU10
- 2011 SX10
- 2011 SC11
- 2011 SE11
- 2011 SJ11
- 2011 SQ11
- 2011 SV11
- 2011 SX11
- 2011 SY11
- 2011 SZ11
- 2011 SB12
- 2011 SN12
- 2011 SP12
- 2011 SQ12
- 2011 SR12
- 2011 SS12
- 2011 ST12
- 2011 SU12
- 2011 SV12
- 2011 SB13
- 2011 SK13
- 2011 SO13
- 2011 SS13
- 2011 ST13
- 2011 SY13
- 2011 SZ13
- 2011 SC14
- 2011 SG14
- 2011 SK14
- 2011 SL14
- 2011 SQ14
- 2011 ST14
- 2011 SY14
- 2011 SF15
- 2011 SK15
- 2011 SO15
- 2011 SS15
- 2011 SU15
- 2011 SW15
- 2011 SZ15
- 2011 SC16
- 2011 SD16
- 2011 SE16
- 2011 SF16
- 2011 SG16
- 2011 SH16
- 2011 SJ16
- 2011 SK16
- 2011 SP16
- 2011 SS16
- 2011 SU16
- 2011 SX16
- 2011 SB17
- 2011 SD17
- 2011 SE17
- 2011 SH17
- 2011 SJ17
- 2011 SK17
- 2011 SM17
- 2011 SO17
- 2011 SV17
- 2011 SD18
- 2011 SE18
- 2011 SL18
- 2011 SN18
- 2011 SS18
- 2011 ST18
- 2011 SU18
- 2011 SB19
- 2011 SD19
- 2011 SE19
- 2011 SF19
- 2011 SQ19
- 2011 ST19
- 2011 SZ19
- 2011 SB20
- 2011 SF20
- 2011 SR20
- 2011 SW20
- 2011 SX20
- 2011 SP21
- 2011 SU21
- 2011 SW21
- 2011 SZ21
- 2011 SC22
- 2011 SF22
- 2011 SG22
- 2011 SH22
- 2011 SM22
- 2011 SQ22
- 2011 SU22
- 2011 SX22
- 2011 SZ22
- 2011 SC23
- 2011 SG23
- 2011 SZ23
- 2011 SO24
- 2011 SP24
- 2011 SQ24
- 2011 SA25
- 2011 SB25
- 2011 SC25
- 2011 SD25
- 2011 SE25
- 2011 SF25
- 2011 SJ25
- 2011 SK25
- 2011 SL25
- 2011 SM25
- 2011 SN25
- 2011 SO25
- 2011 SP25
- 2011 SQ25
- 2011 SR25
- 2011 SS25
- 2011 SU25
- 2011 SC26
- 2011 SF26
- 2011 SG26
- 2011 SK26
- 2011 SL26
- 2011 SN26
- 2011 SO26
- 2011 SP26
- 2011 SQ26
- 2011 SR26
- 2011 SS26
- 2011 SE27
- 2011 SG27
- 2011 SJ27
- 2011 SO27
- 2011 SW27
- 2011 SH28
- 2011 SL28
- 2011 SC29
- 2011 SM29
- 2011 ST29
- 2011 SX29
- 2011 SB30
- 2011 SM30
- 2011 ST30
- 2011 SV30
- 2011 SX30
- 2011 SB31
- 2011 SC31
- 2011 SD31
- 2011 SV31
- 2011 SY31
- 2011 SZ31
- 2011 SG32
- 2011 SH32
- 2011 SM32
- 2011 SN32
- 2011 SO32
- 2011 SP32
- 2011 SQ32
- 2011 SM33
- 2011 SO33
- 2011 SS33
- 2011 ST33
- 2011 SY33
- 2011 SB34
- 2011 SD34
- 2011 ST34
- 2011 SX34
- 2011 SA35
- 2011 SB35
- 2011 SF35
- 2011 SJ35
- 2011 SM35
- 2011 SQ35
- 2011 SD36
- 2011 SE36
- 2011 SL36
- 2011 SM36
- 2011 SN36
- 2011 SR36
- 2011 SY37
- 2011 SA38
- 2011 SB38
- 2011 SJ38
- 2011 SM38
- 2011 SP38
- 2011 SY38
- 2011 SK39
- 2011 SL39
- 2011 SR39
- 2011 SV39
- 2011 SY39
- 2011 SB40
- 2011 SC40
- 2011 SE40
- 2011 SG40
- 2011 SL40
- 2011 SV40
- 2011 SX40
- 2011 SZ40
- 2011 SA41
- 2011 SC41
- 2011 SH41
- 2011 SJ41
- 2011 SQ41
- 2011 SV41
- 2011 SW41
- 2011 SA42
- 2011 SB42
- 2011 SD42
- 2011 SE42
- 2011 SK42
- 2011 SM42
- 2011 SN42
- 2011 SS42
- 2011 SV42
- 2011 SZ42
- 2011 SG43
- 2011 SK43
- 2011 SL43
- 2011 SM43
- 2011 SO43
- 2011 SP43
- 2011 SR43
- 2011 ST43
- 2011 SU43
- 2011 SV43
- 2011 SY43
- 2011 SB44
- 2011 SF44
- 2011 SG44
- 2011 SH44
- 2011 SK44
- 2011 SR44
- 2011 SS44
- 2011 ST44
- 2011 SY44
- 2011 SH45
- 2011 SJ45
- 2011 SK45
- 2011 SN45
- 2011 ST45
- 2011 SZ45
- 2011 SH46
- 2011 SR46
- 2011 SC47
- 2011 SE47
- 2011 SF47
- 2011 SG47
- 2011 SK47
- 2011 SO47
- 2011 SQ47
- 2011 SV47
- 2011 SZ47
- 2011 SD48
- 2011 SH48
- 2011 SQ48
- 2011 SR48
- 2011 SW48
- 2011 SY48
- 2011 SZ48
- 2011 SD49
- 2011 SF49
- 2011 SY49
- 2011 SA50
- 2011 SB50
- 2011 SE50
- 2011 SG50
- 2011 SL50
- 2011 SM50
- 2011 SR50
- 2011 SU50
- 2011 SV50
- 2011 SW50
- 2011 SY50
- 2011 SK51
- 2011 SU51
- 2011 SH52
- 2011 SJ52
- 2011 SU52
- 2011 SD53
- 2011 SG53
- 2011 SO53
- 2011 SP53
- 2011 SQ53
- 2011 SU53
- 2011 SX53
- 2011 SD54
- 2011 SE54
- 2011 SH54
- 2011 SM54
- 2011 SQ54
- 2011 SF55
- 2011 SG55
- 2011 SQ55
- 2011 ST56
- 2011 SY56
- 2011 SC57
- 2011 SZ57
- 2011 SC58
- 2011 SE58
- 2011 SF58
- 2011 SL58
- 2011 ST58
- 2011 SU58
- 2011 SY58
- 2011 SD59
- 2011 SK59
- 2011 SM59
- 2011 SN59
- 2011 SW59
- 2011 SE60
- 2011 SM60
- 2011 SN60
- 2011 ST61
- 2011 SV61
- 2011 SZ61
- 2011 SB62
- 2011 SC62
- 2011 SK62
- 2011 SY62
- 2011 SB63
- 2011 SD63
- 2011 SH63
- 2011 SA64
- 2011 SH64
- 2011 SK64
- 2011 SM64
- 2011 SP64
- 2011 SS64
- 2011 ST64
- 2011 SV64
- 2011 SX64
- 2011 SA65
- 2011 SB65
- 2011 SD65
- 2011 SG65
- 2011 SD66
- 2011 SS67
- 2011 ST67
- 2011 SU67
- 2011 SV67
- 2011 SC68
- 2011 SD68
- 2011 SH68
- 2011 SJ68
- 2011 SK68
- 2011 SM68
- 2011 ST68
- 2011 SU68
- 2011 SV68
- 2011 SW68
- 2011 SN69
- 2011 SO69
- 2011 SP69
- 2011 SR69
- 2011 SS69
- 2011 SV69
- 2011 SB70
- 2011 SC70
- 2011 SP70
- 2011 SQ70
- 2011 SR70
- 2011 SS70
- 2011 SW70
- 2011 SX70
- 2011 SD71
- 2011 SE71
- 2011 SF71
- 2011 SU71
- 2011 SW71
- 2011 SF72
- 2011 SK72
- 2011 SM72
- 2011 SN72
- 2011 SO72
- 2011 SQ72
- 2011 SR72
- 2011 SW72
- 2011 SX72
- 2011 SZ72
- 2011 SF73
- 2011 SH73
- 2011 SM73
- 2011 SO73
- 2011 SY73
- 2011 SQ74
- 2011 SR74
- 2011 ST74
- 2011 SU74
- 2011 SZ74
- 2011 SJ75
- 2011 SN75
- 2011 SO75
- 2011 SQ75
- 2011 SR75
- 2011 ST75
- 2011 SX75
- 2011 SZ75
- 2011 SC76
- 2011 SE76
- 2011 SJ76
- 2011 SK76
- 2011 SV76
- 2011 SX76
- 2011 SZ76
- 2011 SC77
- 2011 SE77
- 2011 SH77
- 2011 SO77
- 2011 SP77
- 2011 SQ77
- 2011 SE78
- 2011 SF78
- 2011 SG78
- 2011 SQ78
- 2011 SS78
- 2011 ST78
- 2011 SU78
- 2011 SV78
- 2011 SW78
- 2011 SG79
- 2011 SH79
- 2011 SP79
- 2011 SR79
- 2011 SS79
- 2011 ST79
- 2011 SU79
- 2011 SC80
- 2011 SD80
- 2011 SP80
- 2011 SW80
- 2011 SX80
- 2011 SB81
- 2011 SC81
- 2011 SF81
- 2011 SH81
- 2011 SJ81
- 2011 SK81
- 2011 SM81
- 2011 SQ81
- 2011 SR81
- 2011 SW81
- 2011 SB82
- 2011 SD82
- 2011 SF82
- 2011 SH82
- 2011 SK82
- 2011 SO82
- 2011 SP82
- 2011 SG83
- 2011 SM83
- 2011 SR83
- 2011 SU83
- 2011 SO84
- 2011 SV84
- 2011 SE85
- 2011 SM85
- 2011 SS85
- 2011 SX85
- 2011 SB87
- 2011 SF87
- 2011 SO87
- 2011 SU88
- 2011 SV88
- 2011 SW88
- 2011 SB89
- 2011 SE89
- 2011 SJ89
- 2011 ST90
- 2011 SA91
- 2011 SR91
- 2011 ST91
- 2011 SA92
- 2011 SB92
- 2011 SH92
- 2011 SR92
- 2011 SX92
- 2011 SG93
- 2011 SQ93
- 2011 SB94
- 2011 SE94
- 2011 SF94
- 2011 SH94
- 2011 SS94
- 2011 SV94
- 2011 SW94
- 2011 SX94
- 2011 SY94
- 2011 SZ94
- 2011 SJ95
- 2011 SK95
- 2011 SM95
- 2011 SN95
- 2011 SP95
- 2011 SQ95
- 2011 ST95
- 2011 SV95
- 2011 SY95
- 2011 SE96
- 2011 SF96
- 2011 SO96
- 2011 SP96
- 2011 SQ96
- 2011 SY96
- 2011 SB97
- 2011 SE97
- 2011 SV97
- 2011 SX97
- 2011 SY97
- 2011 SD98
- 2011 SK98
- 2011 SL98
- 2011 SM98
- 2011 SX98
- 2011 SB99
- 2011 SD99
- 2011 SM99
- 2011 SQ99
- 2011 SR99
- 2011 SS99
- 2011 ST99
- 2011 SX99
- 2011 SZ99
- 2011 SC100
- 2011 SG100
- 2011 SN100
- 2011 SO100
- 2011 SP100
- 2011 SQ100
- 2011 ST100
- 2011 SW100
- 2011 SX100
- 2011 SY100
- 2011 SB101
- 2011 SG101
- 2011 SP101
- 2011 SQ101
- 2011 SA102
- 2011 SJ102
- 2011 SM102
- 2011 SO102
- 2011 SS102
- 2011 SZ102
- 2011 SA103
- 2011 SV103
- 2011 SZ103
- 2011 SK105
- 2011 ST105
- 2011 SK106
- 2011 SL106
- 2011 SM106
- 2011 SH107
- 2011 SC108
- 2011 SD108
- 2011 SE108
- 2011 SF108
- 2011 SH108
- 2011 SW108
- 2011 SZ108
- 2011 SA109
- 2011 SB109
- 2011 SD109
- 2011 SH109
- 2011 SO109
- 2011 SS109
- 2011 SF110
- 2011 SM110
- 2011 SL111
- 2011 SO111
- 2011 SC112
- 2011 SE112
- 2011 SK112
- 2011 SU112
- 2011 SY112
- 2011 SZ112
- 2011 SD113
- 2011 SO113
- 2011 SE114
- 2011 SN114
- 2011 SW114
- 2011 SC115
- 2011 SV115
- 2011 SE116
- 2011 SG116
- 2011 ST116
- 2011 SA117
- 2011 SL118
- 2011 SM118
- 2011 SP118
- 2011 SR118
- 2011 ST118
- 2011 SY118
- 2011 SK119
- 2011 SQ119
- 2011 SV119
- 2011 SJ120
- 2011 SL120
- 2011 SM120
- 2011 SX120
- 2011 SY120
- 2011 SZ120
- 2011 SA121
- 2011 SC121
- 2011 ST121
- 2011 SV121
- 2011 SY121
- 2011 SD122
- 2011 SM122
- 2011 SN122
- 2011 SO122
- 2011 SX122
- 2011 SB123
- 2011 SC123
- 2011 SD123
- 2011 SE123
- 2011 SF123
- 2011 SM123
- 2011 SR123
- 2011 SU123
- 2011 SX123
- 2011 SD124
- 2011 SH124
- 2011 SJ124
- 2011 SK124
- 2011 SX124
- 2011 SB125
- 2011 SH125
- 2011 SJ125
- 2011 SM125
- 2011 SO125
- 2011 SD126
- 2011 SJ126
- 2011 SM126
- 2011 SU126
- 2011 SA127
- 2011 SG127
- 2011 SP127
- 2011 SS127
- 2011 SX127
- 2011 SY127
- 2011 SS128
- 2011 SK129
- 2011 SL129
- 2011 SN129
- 2011 SP129
- 2011 SR129
- 2011 SV129
- 2011 SX129
- 2011 SF130
- 2011 SJ130
- 2011 SQ130
- 2011 ST130
- 2011 SU130
- 2011 SG131
- 2011 SN131
- 2011 SW131
- 2011 SA132
- 2011 SB132
- 2011 SO132
- 2011 SP132
- 2011 SZ132
- 2011 SH133
- 2011 SL133
- 2011 SQ133
- 2011 SW133
- 2011 SM134
- 2011 SN134
- 2011 SU134
- 2011 SA135
- 2011 SF135
- 2011 SS135
- 2011 ST135
- 2011 SA136
- 2011 SH136
- 2011 SL136
- 2011 SP136
- 2011 SU136
- 2011 SW136
- 2011 SK137
- 2011 SP137
- 2011 ST137
- 2011 SY137
- 2011 SD138
- 2011 SO138
- 2011 SQ138
- 2011 ST138
- 2011 SU138
- 2011 SD139
- 2011 SE139
- 2011 SQ139
- 2011 SS139
- 2011 SZ139
- 2011 SA140
- 2011 SC140
- 2011 SE140
- 2011 SK140
- 2011 SQ140
- 2011 SV140
- 2011 SW140
- 2011 SY140
- 2011 SC141
- 2011 SF141
- 2011 SJ141
- 2011 SK141
- 2011 ST141
- 2011 SV141
- 2011 SZ141
- 2011 SA142
- 2011 SB142
- 2011 SM142
- 2011 SN142
- 2011 SO142
- 2011 SP142
- 2011 SY142
- 2011 SC143
- 2011 SD143
- 2011 SF143
- 2011 SH143
- 2011 SO143
- 2011 SC144
- 2011 SH144
- 2011 SN144
- 2011 SS144
- 2011 SW144
- 2011 SF145
- 2011 SG145
- 2011 SK145
- 2011 SL145
- 2011 SN145
- 2011 SO145
- 2011 SQ145
- 2011 SW145
- 2011 SX145
- 2011 SB146
- 2011 SL146
- 2011 SN146
- 2011 SR146
- 2011 SV146
- 2011 SY146
- 2011 SZ146
- 2011 SA147
- 2011 SF147
- 2011 SG147
- 2011 SJ147
- 2011 SC148
- 2011 SG148
- 2011 SL148
- 2011 SX148
- 2011 SY148
- 2011 SA149
- 2011 SG149
- 2011 SJ149
- 2011 SK149
- 2011 SM149
- 2011 SP149
- 2011 SS149
- 2011 SY149
- 2011 SZ149
- 2011 SB150
- 2011 SF150
- 2011 SO150
- 2011 SP150
- 2011 SS150
- 2011 SU150
- 2011 SX150
- 2011 SA151
- 2011 SB151
- 2011 SE151
- 2011 SF151
- 2011 SJ151
- 2011 SN151
- 2011 SO151
- 2011 SQ151
- 2011 SV151
- 2011 SZ151
- 2011 SC152
- 2011 SG152
- 2011 SK152
- 2011 SO152
- 2011 SP152
- 2011 SQ152
- 2011 SR152
- 2011 SS152
- 2011 SB153
- 2011 SD153
- 2011 SF153
- 2011 SH153
- 2011 SK153
- 2011 SO153
- 2011 SP153
- 2011 SQ153
- 2011 SR153
- 2011 SX153
- 2011 SD154
- 2011 SE154
- 2011 SG154
- 2011 SN154
- 2011 SR154
- 2011 ST154
- 2011 SV154
- 2011 SG155
- 2011 SK155
- 2011 SL155
- 2011 SM155
- 2011 SP155
- 2011 SR155
- 2011 SB156
- 2011 SF156
- 2011 SG156
- 2011 SH156
- 2011 SQ156
- 2011 SR156
- 2011 SU156
- 2011 SV156
- 2011 SX156
- 2011 SY156
- 2011 SC157
- 2011 SG157
- 2011 SM157
- 2011 SN157
- 2011 SS157
- 2011 ST157
- 2011 SW157
- 2011 SC158
- 2011 SD158
- 2011 SF158
- 2011 SH158
- 2011 SP158
- 2011 SQ158
- 2011 SV158
- 2011 SY158
- 2011 SN159
- 2011 SA160
- 2011 SG160
- 2011 SK160
- 2011 SQ160
- 2011 SR160
- 2011 SW160
- 2011 SA161
- 2011 SG161
- 2011 SJ161
- 2011 SQ161
- 2011 SD162
- 2011 SL162
- 2011 SO162
- 2011 SR162
- 2011 ST162
- 2011 SV162
- 2011 SZ162
- 2011 SB163
- 2011 SF163
- 2011 SG163
- 2011 SM163
- 2011 SP163
- 2011 SX163
- 2011 SF164
- 2011 SH164
- 2011 SK164
- 2011 SP164
- 2011 SQ164
- 2011 ST164
- 2011 SY164
- 2011 SG165
- 2011 SU165
- 2011 SW165
- 2011 SJ166
- 2011 SL166
- 2011 SC167
- 2011 SG167
- 2011 SJ167
- 2011 SL167
- 2011 SU167
- 2011 SW167
- 2011 SD168
- 2011 SF168
- 2011 SN168
- 2011 SR168
- 2011 SS168
- 2011 SZ168
- 2011 SH169
- 2011 SK169
- 2011 SR169
- 2011 SS169
- 2011 SZ169
- 2011 SD170
- 2011 SE170
- 2011 SF170
- 2011 SG170
- 2011 SP170
- 2011 SX170
- 2011 SG171
- 2011 SK171
- 2011 SO171
- 2011 SR171
- 2011 SB172
- 2011 SK172
- 2011 SM172
- 2011 SN172
- 2011 SS172
- 2011 SE173
- 2011 SF173
- 2011 SG173
- 2011 SH173
- 2011 SJ173
- 2011 SK173
- 2011 SL173
- 2011 SM173
- 2011 SZ173
- 2011 SC174
- 2011 SG174
- 2011 SJ174
- 2011 SM174
- 2011 SB175
- 2011 SC175
- 2011 SG175
- 2011 SK175
- 2011 SN175
- 2011 SS175
- 2011 SU175
- 2011 SV175
- 2011 SW175
- 2011 SX175
- 2011 SY175
- 2011 SD176
- 2011 SK176
- 2011 SN176
- 2011 SP176
- 2011 SR176
- 2011 SS176
- 2011 ST176
- 2011 SU176
- 2011 SY176
- 2011 SD177
- 2011 SE177
- 2011 SH177
- 2011 SL177
- 2011 ST177
- 2011 SU177
- 2011 SC178
- 2011 SD178
- 2011 SF178
- 2011 SR178
- 2011 SV178
- 2011 SH179
- 2011 SQ179
- 2011 SZ179
- 2011 SK180
- 2011 SL180
- 2011 SM180
- 2011 SN180
- 2011 SO180
- 2011 SA181
- 2011 SC181
- 2011 SK181
- 2011 SN181
- 2011 SU181
- 2011 SV181
- 2011 SA182
- 2011 SD182
- 2011 SE182
- 2011 SF182
- 2011 SR182
- 2011 SS182
- 2011 SY182
- 2011 SH183
- 2011 SD186
- 2011 SF186
- 2011 SG186
- 2011 SH186
- 2011 SJ186
- 2011 SR186
- 2011 ST186
- 2011 SU186
- 2011 SB187
- 2011 SC187
- 2011 SD187
- 2011 SH187
- 2011 SQ187
- 2011 SS187
- 2011 ST187
- 2011 SU187
- 2011 SV187
- 2011 SC188
- 2011 SM188
- 2011 SV188
- 2011 SB189
- 2011 SG189
- 2011 SH189
- 2011 SJ189
- 2011 SK189
- 2011 SL189
- 2011 SM189
- 2011 SN189
- 2011 SO189
- 2011 SP189
- 2011 SR189
- 2011 SA190
- 2011 SG190
- 2011 SO190
- 2011 SQ190
- 2011 ST190
- 2011 SD191
- 2011 SE191
- 2011 SF191
- 2011 SG191
- 2011 SJ191
- 2011 SN191
- 2011 SX191
- 2011 SL192
- 2011 SO192
- 2011 SS192
- 2011 ST192
- 2011 SW192
- 2011 SX192
- 2011 SY192
- 2011 SA193
- 2011 SC193
- 2011 SE193
- 2011 SJ193
- 2011 SO193
- 2011 SU193
- 2011 SA194
- 2011 SP194
- 2011 ST194
- 2011 SE195
- 2011 SG195
- 2011 SO195
- 2011 SD196
- 2011 SE196
- 2011 SG196
- 2011 SJ196
- 2011 SN196
- 2011 SP196
- 2011 SU196
- 2011 SW196
- 2011 SX196
- 2011 SB197
- 2011 SG197
- 2011 SK197
- 2011 SM197
- 2011 SV197
- 2011 SD198
- 2011 SF198
- 2011 SG198
- 2011 SK198
- 2011 SL198
- 2011 SX198
- 2011 SB199
- 2011 SF199
- 2011 SL199
- 2011 SR199
- 2011 SU199
- 2011 SW199
- 2011 SL200
- 2011 SR200
- 2011 ST200
- 2011 SY200
- 2011 SD201
- 2011 SG201
- 2011 SK201
- 2011 SN201
- 2011 ST201
- 2011 SZ201
- 2011 SE202
- 2011 SG202
- 2011 SN202
- 2011 SP202
- 2011 SE203
- 2011 SH203
- 2011 SS203
- 2011 SH204
- 2011 SV204
- 2011 SQ205
- 2011 SV205
- 2011 SX205
- 2011 SC206
- 2011 SL206
- 2011 SQ206
- 2011 SF207
- 2011 SJ207
- 2011 SK207
- 2011 SV207
- 2011 SC208
- 2011 SY208
- 2011 SZ208
- 2011 SE209
- 2011 SG209
- 2011 SP209
- 2011 SS209
- 2011 ST209
- 2011 SW209
- 2011 SY209
- 2011 SC210
- 2011 SH210
- 2011 SK210
- 2011 ST210
- 2011 SW210
- 2011 SZ210
- 2011 SD211
- 2011 SG211
- 2011 SJ211
- 2011 SS211
- 2011 SY211
- 2011 SA212
- 2011 SC212
- 2011 SK212
- 2011 SM212
- 2011 SO212
- 2011 SQ212
- 2011 SO213
- 2011 SX213
- 2011 SZ213
- 2011 SA214
- 2011 SB214
- 2011 SD214
- 2011 SF214
- 2011 SK214
- 2011 SU214
- 2011 SW214
- 2011 SA215
- 2011 SF215
- 2011 SO215
- 2011 SV215
- 2011 SW215
- 2011 SA216
- 2011 SC216
- 2011 SH216
- 2011 SJ216
- 2011 SM216
- 2011 SA217
- 2011 SF217
- 2011 SK217
- 2011 SL217
- 2011 SM217
- 2011 SF218
- 2011 SH218
- 2011 SL218
- 2011 SA219
- 2011 SF219
- 2011 SJ219
- 2011 SK219
- 2011 SP219
- 2011 SQ219
- 2011 SW219
- 2011 SX219
- 2011 SZ219
- 2011 SD220
- 2011 SF220
- 2011 SL220
- 2011 SM220
- 2011 SN220
- 2011 SZ220
- 2011 SA221
- 2011 SC221
- 2011 SD221
- 2011 SJ221
- 2011 SK221
- 2011 SP221
- 2011 SQ221
- 2011 SF222
- 2011 SQ222
- 2011 SY222
- 2011 SB223
- 2011 SK223
- 2011 SL223
- 2011 SU223
- 2011 SV223
- 2011 SX223
- 2011 SY223
- 2011 SN224
- 2011 SP224
- 2011 SS224
- 2011 ST224
- 2011 SW224
- 2011 SA225
- 2011 SD225
- 2011 SM225
- 2011 SO225
- 2011 SQ225
- 2011 SU226
- 2011 SV226
- 2011 SA227
- 2011 SE227
- 2011 SJ227
- 2011 SK227
- 2011 SL227
- 2011 SP227
- 2011 SQ227
- 2011 ST227
- 2011 SW227
- 2011 SX227
- 2011 SZ227
- 2011 SE228
- 2011 SN228
- 2011 SY228
- 2011 SB229
- 2011 SE229
- 2011 SJ229
- 2011 SK229
- 2011 SP229
- 2011 SQ229
- 2011 SS229
- 2011 ST229
- 2011 SX229
- 2011 SD230
- 2011 SH230
- 2011 SS230
- 2011 SX230
- 2011 SN231
- 2011 SS231
- 2011 SC232
- 2011 SG232
- 2011 SN232
- 2011 SR232
- 2011 ST232
- 2011 SU232
- 2011 SG233
- 2011 SK233
- 2011 SL233
- 2011 SP233
- 2011 SU233
- 2011 SX233
- 2011 SA234
- 2011 SQ234
- 2011 SE235
- 2011 SQ235
- 2011 SW235
- 2011 SY235
- 2011 SZ235
- 2011 SC236
- 2011 SG236
- 2011 SK236
- 2011 ST236
- 2011 SV236
- 2011 SA237
- 2011 SC237
- 2011 SE237
- 2011 SG237
- 2011 SH237
- 2011 SM237
- 2011 SO237
- 2011 SP237
- 2011 SU237
- 2011 SV237
- 2011 SY237
- 2011 SE238
- 2011 SQ238
- 2011 SR238
- 2011 ST238
- 2011 SY238
- 2011 SA239
- 2011 SS239
- 2011 ST239
- 2011 SY239
- 2011 SD240
- 2011 SM240
- 2011 SN240
- 2011 ST240
- 2011 SU240
- 2011 SV240
- 2011 SW240
- 2011 SX240
- 2011 SD241
- 2011 SE241
- 2011 SK241
- 2011 SL241
- 2011 SM241
- 2011 SO241
- 2011 SP241
- 2011 SQ241
- 2011 SS241
- 2011 SW241
- 2011 SZ241
- 2011 SA242
- 2011 SJ242
- 2011 SM242
- 2011 SR242
- 2011 SU242
- 2011 SG243
- 2011 SP243
- 2011 SQ243
- 2011 ST243
- 2011 SV243
- 2011 SW243
- 2011 SZ243
- 2011 SB244
- 2011 SG244
- 2011 SJ244
- 2011 SL244
- 2011 SM244
- 2011 SN244
- 2011 SQ244
- 2011 SC245
- 2011 SE245
- 2011 SG245
- 2011 SK245
- 2011 SQ245
- 2011 SF246
- 2011 SH246
- 2011 SK246
- 2011 SP246
- 2011 SR246
- 2011 SV246
- 2011 SA247
- 2011 SG247
- 2011 SK247
- 2011 SN247
- 2011 SY247
- 2011 SE248
- 2011 SF248
- 2011 SK248
- 2011 SL248
- 2011 SM248
- 2011 SS248
- 2011 SV248
- 2011 SW248
- 2011 SZ248
- 2011 SE249
- 2011 SQ249
- 2011 ST249
- 2011 SU249
- 2011 SG250
- 2011 SL250
- 2011 SO250
- 2011 SQ250
- 2011 SR250
- 2011 ST250
- 2011 SG251
- 2011 SK251
- 2011 SM251
- 2011 SN251
- 2011 SQ251
- 2011 SP252
- 2011 SS252
- 2011 SW252
- 2011 SK253
- 2011 SQ253
- 2011 SB254
- 2011 SH254
- 2011 SJ254
- 2011 SZ254
- 2011 SF255
- 2011 SG255
- 2011 SH255
- 2011 SJ255
- 2011 SL255
- 2011 SO255
- 2011 SQ255
- 2011 SZ255
- 2011 SA256
- 2011 SQ256
- 2011 SS256
- 2011 SK257
- 2011 SM257
- 2011 SP257
- 2011 SQ257
- 2011 SR257
- 2011 ST257
- 2011 SU257
- 2011 SX257
- 2011 SC258
- 2011 SG258
- 2011 SJ258
- 2011 SK258
- 2011 SP258
- 2011 SR258
- 2011 ST259
- 2011 SV259
- 2011 SD260
- 2011 SK260
- 2011 ST260
- 2011 SW260
- 2011 SE261
- 2011 SH261
- 2011 SK261
- 2011 SN261
- 2011 SP261
- 2011 SX261
- 2011 SZ261
- 2011 SG262
- 2011 SM262
- 2011 SO262
- 2011 SU262
- 2011 SZ262
- 2011 SA263
- 2011 SF263
- 2011 SG263
- 2011 SK263
- 2011 SN263
- 2011 SP263
- 2011 SU263
- 2011 SG264
- 2011 SL264
- 2011 SO264
- 2011 ST264
- 2011 SD265
- 2011 SE265
- 2011 SK265
- 2011 SL265
- 2011 SS265
- 2011 SC266
- 2011 SJ266
- 2011 SW266
- 2011 SE267
- 2011 SF267
- 2011 SG267
- 2011 SH267
- 2011 SL267
- 2011 SN267
- 2011 SQ267
- 2011 SR267
- 2011 SW267
- 2011 SY267
- 2011 SZ267
- 2011 SE268
- 2011 SN268
- 2011 SO268
- 2011 SP268
- 2011 SQ268
- 2011 ST268
- 2011 SX268
- 2011 SA269
- 2011 SE269
- 2011 SV269
- 2011 SW269
- 2011 SE270
- 2011 SG270
- 2011 SJ270
- 2011 SN270
- 2011 SQ270
- 2011 SX270
- 2011 SA271
- 2011 SJ271
- 2011 SK271
- 2011 SO271
- 2011 SP271
- 2011 SQ271
- 2011 SY271
- 2011 SL272
- 2011 SB273
- 2011 SG273
- 2011 SL273
- 2011 SY273
- 2011 SW274
- 2011 SL275
- 2011 SR275
- 2011 SS275
- 2011 SG276
- 2011 SP276
- 2011 SE277
- 2011 SQ277
- 2011 ST277
- 2011 SU277
- 2011 SV277
- 2011 SW277
- 2011 SX277
- 2011 SY277
- 2011 SZ277
- 2011 SG278
- 2011 ST278
- 2011 SZ278
- 2011 SC279
- 2011 SD279
- 2011 SM279
- 2011 SS279
- 2011 SU279
- 2011 SZ279
- 2011 SH280
- 2011 SJ280
- 2011 SN280
- 2011 SE281
- 2011 ST281
- 2011 SW281
- 2011 SZ282
- 2011 SL283
- 2011 SZ283
- 2011 SK284
- 2011 SX284
- 2011 SD285
- 2011 SE285
- 2011 SL285
- 2011 SN285
- 2011 SO285
- 2011 SP285
- 2011 ST285
- 2011 SW285
- 2011 SF286
- 2011 SK286
- 2011 SM286
- 2011 SN286
- 2011 SO286
- 2011 ST286
- 2011 SC287
- 2011 SD287
- 2011 SG287
- 2011 SL287
- 2011 SM287
- 2011 SN287
- 2011 SV287
- 2011 SX287
- 2011 SF288
- 2011 SG288
- 2011 SJ288
- 2011 SO288
- 2011 SP288
- 2011 SS288
- 2011 SU288
- 2011 SV288
- 2011 SW288
- 2011 SX288
- 2011 SY288
- 2011 SA289
- 2011 SB289
- 2011 SE289
- 2011 SF289
- 2011 SG289
- 2011 SH289
- 2011 SK289
- 2011 SL289
- 2011 SM289
- 2011 SN289
- 2011 SP289
- 2011 SQ289
- 2011 SS289
- 2011 SU289
- 2011 SV289
- 2011 SW289
- 2011 SX289
- 2011 SY289
- 2011 SZ289
- 2011 SA290
- 2011 SD290
- 2011 SE290
- 2011 SF290
- 2011 SH290
- 2011 SL290
- 2011 SP290
- 2011 SQ290
- 2011 SS290
- 2011 ST290
- 2011 SU290
- 2011 SV290
- 2011 SX290
- 2011 SY290
- 2011 SZ290
- 2011 SA291
- 2011 SD291
- 2011 SF291
- 2011 SG291
- 2011 SJ291
- 2011 SK291
- 2011 SL291
- 2011 SN291
- 2011 SP291
- 2011 SQ291
- 2011 SR291
- 2011 SU291
- 2011 SY291
- 2011 SZ291
- 2011 SA292
- 2011 SC292
- 2011 SJ292
- 2011 SK292
- 2011 SL292
- 2011 SM292
- 2011 SN292
- 2011 SO292
- 2011 SP292
- 2011 SQ292
- 2011 SR292
- 2011 SS292
- 2011 SU292
- 2011 SV292
- 2011 SW292
- 2011 SX292
- 2011 SY292
- 2011 SZ292
- 2011 SA293
- 2011 SB293
- 2011 SC293
- 2011 SD293
- 2011 SE293
- 2011 SF293
- 2011 SG293
- 2011 SH293
- 2011 SJ293
- 2011 SK293
- 2011 SL293
- 2011 SM293
- 2011 SO293
- 2011 SP293
- 2011 SQ293
- 2011 SR293
- 2011 ST293
- 2011 SU293
- 2011 SV293
- 2011 SW293
- 2011 SX293
- 2011 SY293
- 2011 SA294
- 2011 SB294
- 2011 SD294
- 2011 SE294
- 2011 SF294
- 2011 SG294
- 2011 SH294
- 2011 SJ294
- 2011 SK294
- 2011 SL294
- 2011 SM294
- 2011 SN294
- 2011 SO294
- 2011 SP294
- 2011 SQ294
- 2011 SR294
- 2011 SS294
- 2011 ST294
- 2011 SU294
- 2011 SV294
- 2011 SW294
- 2011 SX294
- 2011 SY294
- 2011 SZ294
- 2011 SB295
- 2011 SG295
- 2011 SJ295
- 2011 SL295
- 2011 SU295
- 2011 SW295
- 2011 SY295
- 2011 SZ295
- 2011 SA296
- 2011 SD296
- 2011 SG296
- 2011 SJ296
- 2011 SN296
- 2011 SO296
- 2011 SP296
- 2011 SR296
- 2011 SS296
- 2011 SZ296
- 2011 SB297
- 2011 SF297
- 2011 SG297
- 2011 SJ297
- 2011 SP297
- 2011 ST297
- 2011 SU297
- 2011 SW297
- 2011 SY297
- 2011 SZ297
- 2011 SA298
- 2011 SB298
- 2011 SC298
- 2011 SD298
- 2011 SF298
- 2011 SG298
- 2011 SH298
- 2011 SK298
- 2011 SM298
- 2011 SN298
- 2011 SO298
- 2011 SP298
- 2011 SQ298
- 2011 SR298
- 2011 SS298
- 2011 ST298
- 2011 SU298
- 2011 SV298
- 2011 SW298
- 2011 SY298
- 2011 SA299
- 2011 SB299
- 2011 SC299
- 2011 SE299
- 2011 SG299
- 2011 SK299
- 2011 SL299
- 2011 SM299
- 2011 SN299
- 2011 SO299
- 2011 SP299
- 2011 SQ299
- 2011 SS299
- 2011 SU299
- 2011 SV299
- 2011 SW299
- 2011 SZ299
- 2011 SA300
- 2011 SB300
- 2011 SC300
- 2011 SD300
- 2011 SE300
- 2011 SG300
- 2011 SK300
- 2011 SL300
- 2011 SM300
- 2011 SN300
- 2011 SO300
- 2011 SP300
- 2011 SQ300
- 2011 SS300
- 2011 ST300
- 2011 SU300
- 2011 SV300
- 2011 SW300
- 2011 SX300
- 2011 SY300
- 2011 SZ300
- 2011 SA301
- 2011 SB301
- 2011 SC301
- 2011 SD301
- 2011 SE301
- 2011 SF301
- 2011 SG301
- 2011 SH301
- 2011 SJ301
- 2011 SK301
- 2011 SL301
- 2011 SN301
- 2011 SO301
- 2011 SP301
- 2011 SQ301
- 2011 SR301
- 2011 SU301
- 2011 SX301
- 2011 SY301
- 2011 SE302
- 2011 SL302
- 2011 SM302
- 2011 SU302
- 2011 SV302
- 2011 SZ302
- 2011 SA303
- 2011 SD303
- 2011 SE303
- 2011 SF303
- 2011 SJ303
- 2011 SL303
- 2011 SM303
- 2011 SO303
- 2011 SP303
- 2011 SR303
- 2011 SS303
- 2011 SU303
- 2011 SW303
- 2011 SX303
- 2011 SY303
- 2011 SZ303
- 2011 SB304
- 2011 SC304
- 2011 SD304
- 2011 SE304
- 2011 SF304
- 2011 SG304
- 2011 SH304
- 2011 SL304
- 2011 SO304
- 2011 SS304
- 2011 SW304
- 2011 SX304
- 2011 SZ304
- 2011 SD305
- 2011 SE305
- 2011 SF305
- 2011 SG305
- 2011 SH305
- 2011 SO305
- 2011 SP305
- 2011 SU305
- 2011 SV305
- 2011 SZ305
- 2011 SA306
- 2011 SC306
- 2011 SD306
- 2011 SE306
- 2011 SG306
- 2011 SH306
- 2011 SJ306
- 2011 SK306
- 2011 SL306
- 2011 SM306
- 2011 SN306
- 2011 SP306
- 2011 SQ306
- 2011 SR306
- 2011 SW306
- 2011 SZ306
- 2011 SE307
- 2011 SF307
- 2011 SH307
- 2011 SJ307
- 2011 SK307
- 2011 SL307
- 2011 SN307
- 2011 SO307
- 2011 SP307
- 2011 SQ307
- 2011 SR307
- 2011 SS307
- 2011 ST307
- 2011 SU307
- 2011 SV307
- 2011 SW307
- 2011 SA309
- 2011 SD309
- 2011 SG309
- 2011 SK309
- 2011 SO309
- 2011 SB310
- 2011 SC310
- 2011 SE310
- 2011 SF310
- 2011 SH310
- 2011 SJ310
- 2011 SM310
- 2011 SN310
- 2011 SO310
- 2011 SX310
- 2011 SC311
- 2011 SE311
- 2011 SG311
- 2011 SH311
- 2011 SK311
- 2011 SL311
- 2011 SM311
- 2011 SP311
- 2011 SS311
- 2011 ST311
- 2011 SU311
- 2011 SC312
- 2011 SF312
- 2011 SP312
- 2011 SR312
- 2011 SS312
- 2011 ST312
- 2011 SU312
- 2011 SY312
- 2011 SZ312
- 2011 SA313
- 2011 SB313
- 2011 SD313
- 2011 SF313
- 2011 SG313
- 2011 SH313
- 2011 SJ313
- 2011 SK313
- 2011 SL313
- 2011 SM313
- 2011 SO313
- 2011 SR313
- 2011 SX313
- 2011 SA314
- 2011 SF314
- 2011 SG314
- 2011 SH314
- 2011 SM314
- 2011 SO314
- 2011 SR314
- 2011 SS314
- 2011 SW314
- 2011 SA315
- 2011 SB315
- 2011 SD315
- 2011 SE315
- 2011 SG315
- 2011 SJ315
- 2011 SK315
- 2011 SL315
- 2011 SM315
- 2011 SN315
- 2011 SO315
- 2011 SP315
- 2011 SR315
- 2011 SS315
- 2011 ST315
- 2011 SU315
- 2011 SV315
- 2011 SW315
- 2011 SX315
- 2011 SY315
- 2011 SZ315
- 2011 SA316
- 2011 SB316
- 2011 SC316
- 2011 SD316
- 2011 SE316
- 2011 SF316
- 2011 SG316
- 2011 SH316
- 2011 SJ316
- 2011 SK316
- 2011 SL316
- 2011 SM316
- 2011 SO316
- 2011 SP316
- 2011 SQ316
- 2011 SR316
- 2011 SS316
- 2011 ST316
- 2011 SU316
- 2011 SV316
- 2011 SW316
- 2011 SX316
- 2011 SY316
- 2011 SZ316
- 2011 SA317
- 2011 SC317
- 2011 SD317
- 2011 SF317
- 2011 SH317
- 2011 SJ317
- 2011 SK317
- 2011 SL317
- 2011 SN317
- 2011 SO317
- 2011 SR317
- 2011 ST317
- 2011 SY317
- 2011 SA318
- 2011 SE318
- 2011 SF318
- 2011 SH318
- 2011 SJ318
- 2011 SM318
- 2011 SN318
- 2011 SO318
- 2011 SP318
- 2011 SQ318
- 2011 SR318
- 2011 SS318
- 2011 ST318
- 2011 SU318
- 2011 SX318
- 2011 SY318
- 2011 SZ318
- 2011 SA319
- 2011 SC319
- 2011 SE319
- 2011 SF319
- 2011 SG319
- 2011 SH319
- 2011 SJ319
- 2011 SK319
- 2011 SL319
- 2011 SN319
- 2011 SP319
- 2011 SR319
- 2011 SS319
- 2011 ST319
- 2011 SV319
- 2011 SW319
- 2011 SX319
- 2011 SY319
- 2011 SZ319
- 2011 SA320
- 2011 SB320
- 2011 SC320
- 2011 SD320
- 2011 SF320
- 2011 SG320
- 2011 SH320
- 2011 SO320
- 2011 SP320
- 2011 SQ320
- 2011 SS320
- 2011 SU320
- 2011 SV320
- 2011 SW320
- 2011 SX320
- 2011 SY320
- 2011 SA321
- 2011 SB321
- 2011 SC321
- 2011 SF321
- 2011 SG321
- 2011 SH321
- 2011 SJ321
- 2011 SL321
- 2011 SM321
- 2011 SN321
- 2011 SV321
- 2011 SW321
- 2011 SX321
- 2011 SY321
- 2011 SZ321
- 2011 SB322
- 2011 SD322
- 2011 SF322
- 2011 SG322
- 2011 SH322
- 2011 SJ322
- 2011 SM322
- 2011 SN322
- 2011 SP322
- 2011 SQ322
- 2011 ST322
- 2011 SU322
- 2011 SW322
- 2011 SX322
- 2011 SY322
- 2011 SA323
- 2011 SB323
- 2011 SD323
- 2011 SF323
- 2011 SG323
- 2011 SJ323
- 2011 SK323
- 2011 SP323
- 2011 SR323
- 2011 SV323
- 2011 SW323
- 2011 SX323
- 2011 SA324
- 2011 SB324
- 2011 SC324
- 2011 SF324
- 2011 SG324
- 2011 SH324
- 2011 SM324
- 2011 SO324
- 2011 SP324
- 2011 SQ324
- 2011 SR324
- 2011 SU324
- 2011 SY324
- 2011 SZ324
- 2011 SA325
- 2011 SB325
- 2011 SC325
- 2011 SD325
- 2011 SE325
- 2011 SF325
- 2011 SG325
- 2011 SH325
- 2011 SJ325
- 2011 SK325
- 2011 SL325
- 2011 SM325
- 2011 SU325
- 2011 SW325
- 2011 SX325
- 2011 SY325
- 2011 SZ325
- 2011 SB326
- 2011 SC326
- 2011 SD326
- 2011 SE326
- 2011 SF326
- 2011 SH326
- 2011 SJ326
- 2011 SL326
- 2011 SM326
- 2011 SN326
- 2011 SP326
- 2011 SR326
- 2011 SS326
- 2011 SV326
- 2011 SW326
- 2011 SX326
- 2011 SA327
- 2011 SB327
- 2011 SC327
- 2011 SD327
- 2011 SE327
- 2011 SF327
- 2011 SG327
- 2011 SH327
- 2011 SJ327
- 2011 SK327
- 2011 SM327
- 2011 SO327
- 2011 SP327
- 2011 SQ327
- 2011 SR327
- 2011 SS327
- 2011 SV327
- 2011 SW327
- 2011 SX327
- 2011 SY327
- 2011 SZ327
- 2011 SA328
- 2011 SB328
- 2011 SD328
- 2011 SE328
- 2011 SF328
- 2011 SK328
- 2011 SL328
- 2011 SO328
- 2011 SP328
- 2011 SQ328
- 2011 SR328
- 2011 SS328
- 2011 ST328
- 2011 SW328
- 2011 SB329
- 2011 SC329
- 2011 SD329
- 2011 SE329
- 2011 SF329
- 2011 SG329
- 2011 SH329
- 2011 SK329
- 2011 SL329
- 2011 SM329
- 2011 SN329
- 2011 SO329
- 2011 SQ329
- 2011 SS329
- 2011 ST329
- 2011 SW329
- 2011 SX329
- 2011 SY329
- 2011 SZ329
- 2011 SC330
- 2011 SD330
- 2011 SE330
- 2011 SF330
- 2011 SJ330
- 2011 SK330
- 2011 SL330
- 2011 SM330
- 2011 SN330
- 2011 SO330
- 2011 SP330
- 2011 SQ330
- 2011 SR330
- 2011 SU330
- 2011 SV330
- 2011 SX330
- 2011 SY330
- 2011 SZ330
- 2011 SA331
- 2011 SD331
- 2011 SE331
- 2011 SF331
- 2011 SG331
- 2011 SH331
- 2011 SJ331
- 2011 SK331
- 2011 SL331
- 2011 SP331
- 2011 SS331
- 2011 ST331
- 2011 SU331
- 2011 SX331
- 2011 SZ331
- 2011 SA332
- 2011 SC332
- 2011 SE332
- 2011 SH332
- 2011 SJ332
- 2011 SK332
- 2011 SM332
- 2011 SN332
- 2011 SO332
- 2011 SQ332
- 2011 SS332
- 2011 SU332
- 2011 SX332
- 2011 SY332
- 2011 SZ332
- 2011 SA333
- 2011 SB333
- 2011 SC333
- 2011 SD333
- 2011 SE333
- 2011 SF333
- 2011 SG333
- 2011 SH333
- 2011 SK333
- 2011 SL333
- 2011 SM333
- 2011 SO333
- 2011 SP333
- 2011 SQ333
- 2011 SR333
- 2011 SS333
- 2011 ST333
- 2011 SV333
- 2011 SW333
- 2011 SZ333
- 2011 SA334
- 2011 SD334
- 2011 SE334
- 2011 SF334
- 2011 SN334
- 2011 SP334
- 2011 ST334
- 2011 SU334
- 2011 SW334
- 2011 SX334
- 2011 SY334
- 2011 SZ334
- 2011 SA335
- 2011 SB335
- 2011 SC335
- 2011 SD335
- 2011 SE335
- 2011 SG335
- 2011 SH335
- 2011 SJ335
- 2011 SK335
- 2011 SO335
- 2011 SQ335
- 2011 ST335
- 2011 SB336
- 2011 SK336
- 2011 SL336
- 2011 SM336
- 2011 SP336
- 2011 SR336
- 2011 SS336
- 2011 SV336
- 2011 SX336
- 2011 SZ336
- 2011 SA337
- 2011 SB337
- 2011 SC337
- 2011 SD337
- 2011 SE337
- 2011 SF337
- 2011 SG337
- 2011 SJ337
- 2011 SL337
- 2011 SM337
- 2011 SN337
- 2011 SO337
- 2011 SP337
- 2011 SQ337
- 2011 SR337
- 2011 SS337
- 2011 SU337
- 2011 SV337
- 2011 SW337
- 2011 SX337
- 2011 SY337
- 2011 SZ337
- 2011 SA338
- 2011 SB338
- 2011 SC338
- 2011 SD338
- 2011 SE338
- 2011 SF338
- 2011 SG338
- 2011 SJ338
- 2011 SK338
- 2011 SM338
- 2011 SN338
- 2011 SO338
- 2011 SP338
- 2011 SR338
- 2011 ST338
- 2011 SU338
- 2011 SW338
- 2011 SX338
- 2011 SY338
- 2011 SZ338
- 2011 SA339
- 2011 SB339
- 2011 SC339
- 2011 SD339
- 2011 SG339
- 2011 SH339
- 2011 SJ339
- 2011 SK339
- 2011 SO339
- 2011 SP339
- 2011 SQ339
- 2011 SR339
- 2011 SS339
- 2011 ST339
- 2011 SV339
- 2011 SW339
- 2011 SX339
- 2011 SY339
- 2011 SZ339
- 2011 SA340
- 2011 SB340
- 2011 SC340
- 2011 SD340
- 2011 SE340
- 2011 SF340
- 2011 SG340
- 2011 SH340
- 2011 SJ340
- 2011 SK340
- 2011 SN340
- 2011 SO340
- 2011 SP340
- 2011 SQ340
- 2011 SR340
- 2011 SS340
- 2011 ST340
- 2011 SU340
- 2011 SV340
- 2011 SW340
- 2011 SX340
- 2011 SY340
- 2011 SA341
- 2011 SB341
- 2011 SC341
- 2011 SD341
- 2011 SE341
- 2011 SF341
- 2011 SG341
- 2011 SH341
- 2011 SJ341
- 2011 SK341
- 2011 SL341
- 2011 SN341
- 2011 SO341
- 2011 SP341
- 2011 SQ341
- 2011 SR341
- 2011 ST341
- 2011 SV341
- 2011 SX341
- 2011 SY341
- 2011 SB342
- 2011 SC342
- 2011 SD342
- 2011 SE342
- 2011 SG342
- 2011 SH342
- 2011 SJ342
- 2011 SK342
- 2011 SL342
- 2011 SM342
- 2011 SN342
- 2011 SO342
- 2011 SQ342
- 2011 SR342
- 2011 SS342
- 2011 ST342
- 2011 SV342
- 2011 SW342
- 2011 SX342
- 2011 SZ342
- 2011 SB343
- 2011 SC343
- 2011 SD343
- 2011 SE343
- 2011 SF343
- 2011 SG343
- 2011 SH343
- 2011 SJ343
- 2011 SK343
- 2011 SL343
- 2011 SO343
- 2011 SP343
- 2011 SQ343
- 2011 SR343
- 2011 SS343
- 2011 ST343
- 2011 SV343
- 2011 SX343
- 2011 SY343
- 2011 SZ343
- 2011 SA344
- 2011 SB344
- 2011 SC344
- 2011 SD344
- 2011 SE344
- 2011 SF344
- 2011 SG344
- 2011 SH344
- 2011 SJ344
- 2011 SK344
- 2011 SL344
- 2011 SM344
- 2011 SN344
- 2011 SO344
- 2011 SP344
- 2011 SQ344
- 2011 SS344
- 2011 SU344
- 2011 SW344
- 2011 SX344
- 2011 SY344
- 2011 SZ344
- 2011 SA345
- 2011 SB345
- 2011 SC345
- 2011 SD345
- 2011 SE345
- 2011 SF345
- 2011 SJ345
- 2011 SK345
- 2011 SL345
- 2011 SM345
- 2011 SN345
- 2011 SO345
- 2011 SP345
- 2011 SQ345
- 2011 SR345
- 2011 SS345
- 2011 ST345
- 2011 SU345
- 2011 SV345
- 2011 SW345
- 2011 SX345
- 2011 SY345
- 2011 SZ345
- 2011 SA346
- 2011 SC346
- 2011 SD346
- 2011 SG346
- 2011 SJ346
- 2011 SO346
- 2011 SP346
- 2011 SQ346
- 2011 SS346
- 2011 ST346
- 2011 SU346
- 2011 SV346
- 2011 SX346
- 2011 SY346
- 2011 SZ346
- 2011 SA347
- 2011 SC347
- 2011 SD347
- 2011 SE347
- 2011 SF347
- 2011 SH347
- 2011 SJ347
- 2011 SK347
- 2011 SL347
- 2011 SM347
- 2011 SN347
- 2011 SO347
- 2011 SP347
- 2011 SQ347
- 2011 SR347
- 2011 SS347
- 2011 ST347
- 2011 SU347
- 2011 SV347
- 2011 SW347
- 2011 SX347
- 2011 SZ347
- 2011 SD348
- 2011 SF348
- 2011 SG348
- 2011 SH348
- 2011 SJ348
- 2011 SK348
- 2011 SM348
- 2011 SN348
- 2011 SP348
- 2011 SQ348
- 2011 SR348
- 2011 SS348
- 2011 ST348
- 2011 SU348
- 2011 SV348
- 2011 SW348
- 2011 SX348
- 2011 SY348
- 2011 SZ348
- 2011 SB349
- 2011 SC349
- 2011 SD349
- 2011 SE349
- 2011 SF349
- 2011 SG349
- 2011 SH349
- 2011 SJ349
- 2011 SK349
- 2011 SL349
- 2011 SN349
- 2011 SO349
- 2011 SP349
- 2011 SQ349
- 2011 SR349
- 2011 ST349
- 2011 SU349
- 2011 SV349
- 2011 SW349
- 2011 SX349
- 2011 SY349
- 2011 SZ349
- 2011 SA350
- 2011 SC350
- 2011 SD350
- 2011 SE350
- 2011 SF350
- 2011 SG350
- 2011 SH350
- 2011 SJ350
- 2011 SK350
- 2011 SL350
- 2011 SM350
- 2011 SO350
- 2011 SP350
- 2011 SR350
- 2011 SS350
- 2011 ST350
- 2011 SU350
- 2011 SW350
- 2011 SX350
- 2011 SY350
- 2011 SZ350
- 2011 SA351
- 2011 SB351
- 2011 SC351
- 2011 SD351
- 2011 SE351
- 2011 SF351
- 2011 SG351
- 2011 SH351
- 2011 SJ351
- 2011 SK351
- 2011 SL351
- 2011 SM351
- 2011 SN351
- 2011 SO351
- 2011 SP351
- 2011 SQ351
- 2011 SR351
- 2011 SS351
- 2011 ST351
- 2011 SU351
- 2011 SV351
- 2011 SW351
- 2011 SX351
- 2011 SY351
- 2011 SZ351
- 2011 SA352
- 2011 SB352
- 2011 SC352
- 2011 SD352
- 2011 SF352
- 2011 SG352
- 2011 SH352
- 2011 SJ352
- 2011 SK352
- 2011 SL352
- 2011 SM352
- 2011 SN352
- 2011 SO352
- 2011 SP352
- 2011 SQ352
- 2011 SS352
- 2011 ST352
- 2011 SU352
- 2011 SV352
- 2011 SX352
- 2011 SY352
- 2011 SZ352
- 2011 SA353
- 2011 SB353
- 2011 SC353
- 2011 SD353
- 2011 SF353
- 2011 SG353
- 2011 SH353
- 2011 SJ353
- 2011 SM353
- 2011 SN353
- 2011 SO353
- 2011 SQ353
- 2011 SR353
- 2011 SS353
- 2011 ST353
- 2011 SU353
- 2011 SV353
- 2011 SW353
- 2011 SX353
- 2011 SZ353
- 2011 SB354
- 2011 SC354
- 2011 SD354
- 2011 SF354
- 2011 SG354
- 2011 SH354
- 2011 SL354
- 2011 SM354
- 2011 SN354
- 2011 SO354
- 2011 SP354
- 2011 SQ354
- 2011 SR354
- 2011 ST354
- 2011 SU354
- 2011 SV354
- 2011 SW354
- 2011 SX354
- 2011 SY354
- 2011 SB355
- 2011 SC355
- 2011 SF355
- 2011 SH355
- 2011 SJ355
- 2011 SK355
- 2011 SL355
- 2011 SN355
- 2011 SO355
- 2011 SP355
- 2011 SQ355
- 2011 SR355
- 2011 SS355
- 2011 ST355
- 2011 SU355
- 2011 SV355
- 2011 SX355
- 2011 SZ355
- 2011 SA356
- 2011 SB356
- 2011 SC356
- 2011 SD356
- 2011 SE356
- 2011 SF356
- 2011 SG356
- 2011 SH356
- 2011 SJ356
- 2011 SK356
- 2011 SL356
- 2011 SM356
- 2011 SN356
- 2011 SO356
- 2011 SP356
- 2011 SQ356
- 2011 SR356
- 2011 ST356
- 2011 SU356
- 2011 SV356
- 2011 SW356
- 2011 SX356
- 2011 SY356
- 2011 SZ356
- 2011 SA357
- 2011 SB357
- 2011 SC357
- 2011 SD357
- 2011 SE357
- 2011 SF357
- 2011 SG357
- 2011 SH357
- 2011 SJ357
- 2011 SK357
- 2011 SL357
- 2011 SM357
- 2011 SO357
- 2011 SP357
- 2011 SQ357
- 2011 SR357
- 2011 SS357
- 2011 ST357
- 2011 SU357
- 2011 SV357
- 2011 SW357
- 2011 SY357
- 2011 SZ357
- 2011 SA358
- 2011 SB358
- 2011 SD358
- 2011 SE358
- 2011 SF358
- 2011 SG358
- 2011 SJ358
- 2011 SK358
- 2011 SL358
- 2011 SN358
- 2011 SO358
- 2011 SP358
- 2011 SQ358
- 2011 SR358
- 2011 SS358
- 2011 ST358
- 2011 SU358
- 2011 SW358
- 2011 SX358
- 2011 SY358
- 2011 SZ358
- 2011 SA359
- 2011 SB359
- 2011 SC359
- 2011 SD359
- 2011 SE359
- 2011 SF359
- 2011 SG359
- 2011 SH359
- 2011 SJ359
- 2011 SK359
- 2011 SL359
- 2011 SM359
- 2011 SN359
- 2011 SO359
- 2011 SR359
- 2011 ST359
- 2011 SU359
- 2011 SV359
- 2011 SW359
- 2011 SX359
- 2011 SY359
- 2011 SZ359
- 2011 SA360
- 2011 SC360
- 2011 SE360
- 2011 SF360
- 2011 SG360
- 2011 SH360
- 2011 SJ360
- 2011 SK360
- 2011 SM360
- 2011 SN360
- 2011 SO360
- 2011 SP360
- 2011 SQ360
- 2011 SR360
- 2011 SS360
- 2011 ST360
- 2011 SU360
- 2011 SV360
- 2011 SW360
- 2011 SX360
- 2011 SY360
- 2011 SZ360
- 2011 SA361
- 2011 SB361
- 2011 SC361
- 2011 SD361
- 2011 SE361
- 2011 SF361
- 2011 SG361
- 2011 SH361
- 2011 SJ361
- 2011 SK361
- 2011 SL361
- 2011 SM361
- 2011 SN361
- 2011 SO361
- 2011 SP361
- 2011 SQ361
- 2011 SR361
- 2011 SS361
- 2011 ST361
- 2011 SU361
- 2011 SV361
- 2011 SW361
- 2011 SX361
- 2011 SY361
- 2011 SZ361
- 2011 SA362
- 2011 SB362
- 2011 SC362
- 2011 SD362
- 2011 SE362
- 2011 SF362
- 2011 SG362
- 2011 SH362
- 2011 SJ362
- 2011 SK362
- 2011 SL362
- 2011 SM362
- 2011 SN362
- 2011 SO362
- 2011 SP362
- 2011 SQ362
- 2011 SR362
- 2011 SS362
- 2011 ST362
- 2011 SU362
- 2011 SV362
- 2011 SW362
- 2011 SX362
- 2011 SY362
- 2011 SZ362
- 2011 SA363
- 2011 SB363
- 2011 SC363
- 2011 SD363
- 2011 SE363
- 2011 SF363
- 2011 SG363
- 2011 SH363
- 2011 SJ363
- 2011 SK363
- 2011 SL363
- 2011 SM363
- 2011 SN363
- 2011 SO363
- 2011 SP363
- 2011 SQ363
- 2011 SR363
- 2011 ST363
- 2011 SU363
- 2011 SV363
- 2011 SW363
- 2011 SX363
- 2011 SY363
- 2011 SZ363
- 2011 SA364
- 2011 SB364
- 2011 SC364
- 2011 SD364
- 2011 SE364
- 2011 SF364
- 2011 SG364
- 2011 SH364
- 2011 SJ364
- 2011 SL364
- 2011 SM364
- 2011 SN364
- 2011 SO364
- 2011 SP364
- 2011 SQ364
- 2011 SR364
- 2011 SS364
- 2011 ST364
- 2011 SU364
- 2011 SV364
- 2011 SW364
- 2011 SX364
- 2011 SY364
- 2011 SZ364
- 2011 SA365
- 2011 SB365
- 2011 SC365
- 2011 SE365
- 2011 SF365
- 2011 SH365
- 2011 SJ365
- 2011 SK365
- 2011 SL365